# Totipotence
Totipotentní schopnost buňky (totipotence) je pojem vyjadřující schopnost buňky vytvořit jakýkoliv typ buňky, který se v organismu vyskytuje. Každá totipotentní buňka obsahuje kompletní genetickou informaci pro celý organismus a má tuto jedinečnou schopnost diferenciace.
U rostlin může např. z vrcholového meristému obsahujícího totipotentní buňky zregenerovat za vhodných specifických podmínek celá rostlina (celý mnohobuněčný organismus).
U živočichů vzniknou totipotentní buňky splynutím vajíčka a spermie. Buňky vzniklé prvním dělením oplozeného vajíčka (zygoty) jsou také totipotentní. 

## Omezení totipotence
Základní teorie o tom, že každá buňka obsahuje kompletní genetickou informaci a má tedy totipotentní potenciál, je obvykle správná, výjimkou jsou ale např. červené krvinky, které nemají žádné jádro a tudíž žádnou genetickou informaci, bílá krvinka, jejichž genetický text již během zrání intenzivně mutuje a je tedy odlišný od genetického textu sesterských buněk v tomtéž organismu atd. Kromě toho zde existují další okolnosti, která omezují nebo likvidují použitelnost některých buněk k regeneraci kompletního organismu. Obecně je tento pokles mnohem zřetelnější u živočišných buněk než u rostlinných. Zde jsou některé zákonitosti:
- totipotentní schopnost buňky klesá s mírou její diferenciace. Nejvyšší je tedy u zygoty a nediferencovaných rostlinných pletiv, popřípadě u živočichů u dosud nediferencovaných buněk, tj. buněk moruly, blastuly či gastruly. U živočichů se tyto dosud nediferencované a tudíž plně totipotentní buňky nazývají kmenové buňky.

- v mnoha případech požaduje buňka pro zdravý vývoj a diferenciaci přítomnost dalších buněk a jejich produktů. Schopnost vědy obejít nebo nahradit tuto podmínku se liší případ od případu, u živočichů je velmi omezena.